# Michael Skinner (rugbista)
Michael Gordon Skinner (Newcastle upon Tyne, 26 de noviembre de 1958) es un informático y ex–jugador británico de rugby que se desempeñaba como octavo.

## Selección nacional
Fue convocado al XV de la Rosa por primera vez en enero de 1988 para enfrentar a Les Bleus y disputó su último partido en marzo de 1992 ante los Dragones rojos. En total jugó 21 partidos y marcó tres tries para un total de 12 puntos (un try valía 4 puntos hasta 1993).

### Participaciones en Copas del Mundo
Solo disputó una Copa del Mundo; Inglaterra 1991 donde el XV de la Rosa avanzó a cuartos de final luego de ser derrotados por los All Blacks y vencer a la Azzurri y los Estados Unidos (Skinner marcó un try). Vencieron de visitante a los franceses y al XV del Cardo en semifinales, para llegar a la final donde serían vencidos por los Wallabies.
| Mundial                       | Sede       | Resultado  | PJ | Tries |
| ----------------------------- | ---------- | ---------- | -- | ----- |
| Copa Mundial de Rugby de 1991 | Inglaterra | Subcampeón | 4  | 1     |

## Palmarés
- Campeón del Torneo de las Seis Naciones de 1992.
- Campeón de la Anglo-Welsh Cup de 1987–88 y 1990–91.